# Шида (приток Селеука)
Шида — река в России, протекает по Ишимбайскому району Республики Башкортостан. Устье реки находится в 56 км по правому берегу реки Селеук. Длина реки составляет 19 км, площадь водосборного бассейна 105 км².
На 5 км ниже по течению Селеука впадает другой приток: Бишагач (букв. «пять деревьев»).
Протекает через Искисяково, Арларово и Сайраново.

## Притоки
У Шиды 4 крупных притока:
- Карагайелга
- Карамалуя
- Куруелга
- Туманы

## Данные водного реестра
По данным государственного водного реестра России относится к Камскому бассейновому округу, водохозяйственный участок реки — Белая от города Стерлитамак до водомерного поста у села Охлебино, без реки Сим, речной подбассейн реки — Белая. Речной бассейн реки — Кама.
Код объекта в государственном водном реестре — 10010200712111100018388.